# Thanawat Rattanakitpaisan
Thanawat Rattanakitpaisan (tiếng Thái: ธนวัฒน์ รัตนกิจไพศาล, phiên âm: Tha-na-vát Rát-ta-na-kít-pai-san, sinh ngày 13 tháng 10 năm 1998) còn có nghệ danh là Khaotung (ข้าวตัง), là một diễn viên và ca sĩ người Thái Lan trực thuộc GMMTV. Anh bắt đầu được biết đến qua các bộ phim Tonhon Chonlatee (2020), 55:15 Never Too Late (2021), The Eclipse (2022) và Only Friends (2023).

## Tiểu sử.
Khaotung sinh ra và lớn lên tại Lamphun, Thái Lan.Anh đã từng theo học Cử nhân công nghệ y tế trường Đại học Chiang Mai. Hiện tại, đang học Kỹ sư môi trường tại Đại học Kasetsart. Anh bước vào làng giải trí Thái Lan từ năm 2018 và là diễn viên thuộc Công ty sản xuất chương trình truyền hình GMMTV. Cũng vào năm đó anh đã trở thành finalist của the Freshy Boy and Girl 2018

## Sự nghiệp
Năm 2018, ở tuổi 19, Khaotung được ký hợp đồng làm nghệ sĩ trực thuộc công ty sản xuất và tài năng GMMTV. Cùng năm đó, anh xuất hiện lần đầu trên màn ảnh với tư cách là nhân vật phụ trong loạt phim truyền hình 'Cause You're My Boy.Nối tiếp sau đó là các vai phụ trong The Charming Step Mom,Blacklistvà 2gether.
Vào năm 2020, Khaotung lần đầu đảm nhận vai chính trong Tonhon Chonlatee cùng với Suphakorn Sriphothong.
Vào năm 2021, Khaotung vào vai Longtae trong A Tale of Thousand Stars.Cuối năm đó, Khaotung phát hành đĩa đơn đầu tay "Never Too Late" làm bài hát mở đầu cho loạt phim 55:15 Never Too Late,trong loạt phim này anh đã đóng vai chính.
Vào năm 2022, Khaotung đảm nhận vai Ayan trong loạt phim The Eclipse với Kanaphan Puitrakul.

## Chương trình tham gia

### Phim truyền hình
| Năm  | Tên Phim                 | Vai                     | Đài                    | Ghi chú   | Nguồn  |
| ---- | ------------------------ | ----------------------- | ---------------------- | --------- | ------ |
| 2018 | 'Cause You're My Boy     | Au                      | GMM One                | Vai phụ   |        |
| 2018 | Our Skyy                 | Au                      | GMM 25, LINE TV        |           |        |
| 2019 | The Charming Step Mom    | Kothom                  | GMM 25                 | Vai phụ   |        |
| 2019 | Blacklist                | Joe                     | GMM 25                 | Vai phụ   |        |
| 2020 | 2gether                  | Fong (bạn của Tine)     | GMM 25                 | Vai phụ   |        |
| 2020 | Tonhon Chonlatee         | Chonlatee               | GMM 25                 | Vai chính |        |
| 2020 | Still 2gether            | Fong (bạn của Tine)     | GMM 25                 | Vai phụ   |        |
| 2021 | Never Too Late           | Songpol                 | GMM 25                 | Vai chính |        |
| 2021 | A Tale of Thousand Stars | Longtae (con của Khama) | GMM 25                 | Vai phụ   |        |
| 2021 | 55:15 Never Too Late     | Songphon (15 tuổi)      | Disney+ Hotstar GMM 25 | Vai chính | [ 16 ] |
| 2022 | The Eclipse              | Ayan                    | GMM 25                 | Vai chính | [ 17 ] |
| 2023 | Moonlight Chicken        | Kaipa                   | GMM 25                 | Vai phụ   | [ 18 ] |
| 2023 | Oursky2                  | Ayan                    | GMMTV                  | Vai Chính |        |
| 2023 | Only Friends             | Ray                     | TBD                    | Vai chính |        |
| 2024 | The Heart Killer         | Bison                   | GMM 25                 | Vai chính |        |

### Phim điện ảnh
| Năm  | Tên phim          | Vai trò | Ghi chú | Nguồn |
| ---- | ----------------- | ------- | ------- | ----- |
| 2021 | 2gether the Movie | Fong    | Vai phụ |       |

### Chương trình thực tế
| Năm  | Tên chương trình                        | Vai trò            | Đài             | Ghi chú              | Nguồn         |
| ---- | --------------------------------------- | ------------------ | --------------- | -------------------- | ------------- |
| 2015 | Talk with Toey Tonight                  | Khách mời          | GMM25           | Tập 121              | [ 19 ]        |
| 2018 | School Rangers                          | Khách mời          | GMM25           | Tập 131-132, 151-152 |               |
| 2018 | Cougar on the Prowl Season 2            | Khách mời          | GMM 25, LINE TV | Tập 4                | [ 20 ]        |
| 2019 | Arm Share                               | Khách mời          |                 | Tập 52, 78           | [ 21 ] [ 22 ] |
| 2019 | Let's Play Challenge Special            | Khách mời          |                 | Tập 7                |               |
| 2019 | Jen Jud God Jig                         | Khách mời          | LINE TV         | Tập 17               | [ 23 ]        |
| 2020 | SosatSeoulsay                           | Khách mời          |                 | Tập 47               | [ 24 ]        |
| 2020 | Friend Drive                            | Khách mời          | GMM 25          | Tập 22               | [ 25 ]        |
| 2020 | Play2gether                             | Khách mời          | GMM 25          | Tập 3-4              |               |
| 2021 | Krahai Lao                              | Khách mời          |                 | Tập 14               | [ 26 ]        |
| 2021 | OffGun Mommy Taste Special              | Khách mời          |                 | Tập 1                | [ 27 ]        |
| 2021 | Live At Lunch: Friend Lunch Friend Live | Khách mời          |                 | Tập 1, 6             |               |
| 2021 | Safe House 1                            | Thành viên cố định | Youtube         |                      |               |
| 2022 | Safe House 4                            | Thành viên cố định | Youtube         |                      | [ 28 ]        |